# Tuff Enuff
Tuff Enuff – polska grupa muzyczna, wykonująca szeroko rozumiany thrash metal z naciskiem na groove metal (muzycy zespołu swój styl muzyczny określają jako „power groove”)

## Historia
Grupa została założona w 1992 roku w Chorzowie. Nazwa zespołu „Tuff Enuff” stanowi przeinaczenie fonetyczne angielskich słów „tough enough” – pol. „wystarczająco twardy”. Zespół miał swoje początki w 1990 roku. Jednak stały skład ukształtował się dopiero w 1995 roku, a rok później zespół podpisał kontrakt płytowy z firmą Metal Mind Productions.
W swojej muzyce zespół łączy thrash metal z nurtem hardcore punk oraz industrialem, przyprawiając to dużą dawką specyficznego humoru i energii scenicznej. Grupa w swoich utworach nie stosuje spisanych tekstów, lecz wokaliści śpiewają jazzową techniką wokalną scat, używaną m.in. przez znanych wokalistów jazzowych jak Louis Armstrong czy Urszula Dudziak.
Grupa brała udział w wielu edycjach festiwali muzyki rockowej i metalowej w Polsce i za granicą: Mayday Rock Festiwal, katowickich Odjazdach, Metalmanii, Intermedia, Sopot Rock Festiwal, Przystanku Woodstock, Metal Hammer Festival na festiwalu w Węgorzewie. Poza tym odbywał trasy koncertowe towarzysząc zespołom: Fear Factory, Testament, Paradise Lost, Acid Drinkers (Trasa State of Mind Report w 1998), Vader, Illusion, Hunter, Kazik na Żywo, Flapjack, Corozone, Blenders.

### Cyborgs Don’t Sleep(1996)
Debiutem płytowym był wydany w 1996 roku album Cyborgs Don’t Sleep. W zawartej na nim muzyce zespół ukazał połączenie gatunków thrash metal, hardcore punk, industrial, potrafiąc podejść z dystansem i humorem do wykonywanej stylistyki. Za najbardziej znany przejaw tego uchodzi przeróbka utworu „Ob-La-Di, Ob-La-Da” grupy The Beatles, zatytułowana przez Tuff Enuff „Piosenka z filmu o Korkim” (w nawiązaniu do znanego w Polsce amerykańskiego serialu telewizyjnego Dzień za dniem emitowanego na początku lat 90. w TVP1, który poprzedzany był ww. utworem The Beatles). Na albumie znalazł się także utwór o wymownym tytule Disco Relax odnoszący się do audycji telewizyjnej „Disco Relax” emitowanej w latach 1994–2002 na antenie telewizji Polsat.
Album był promowany przez zespół podczas trasy koncertowej z grupą Acid Drinkers (po wydaniu przez nich płyty The State of Mind Report).

### Diablos Tequilos(1997)
Druga płyta zatytułowana Diablos Tequilos była niewątpliwie kontynuatorką sprawdzonych patentów z debiutu. Także tym razem muzycy podeszli do sprawy pomysłowo i z wielką wyobraźnią. Album zawierał jednak więcej mocno metalowych motywów, choć z drugiej strony pojawiły się także akustyczne gitary odgrywające latynoamerykańskie melodie.
Na tym wydawnictwie obowiązki wokalisty przejął dotychczasowy członek zespołu Bandog – „Wörkie”, który zastąpił Rafała Taracha. Jak wyjaśnił „Ziuta” w wywiadzie: „O odejściu Rafała zadecydowały powody muzyczne. Słysząc nowe utwory stwierdził, że jest za ostro, że nie chce iść w tym kierunku. Wörkiego widzieliśmy na festiwalu w Koszalinie i na Odjazdach. Zrobił na nas spore wrażenie. Wysłuchałem płyty Bandoga i stwierdziłem, że to jest człowiek, który powinien spróbować u nas zaśpiewać.”
Album zawierał wiele odniesień do Ameryki Łacińskiej, zarówno w warstwie wspomnianych wstawek muzycznych, lecz także w odniesieniu do słownictwa używanego w tekstach, jak również aluzje do używek pochodzących z tego rejonu świata. „Ziuta” tak wyjaśnił te korelacje oraz inspiracje przy powstawaniu tej płyty: „(Latynoski klimat zawdzięczamy) wpływowi tequili, piwa zwanego Cervezą oraz seniorit pojawiających się w życiu każdego mężczyzny. Wszystkiego, co miłe. Całe to diabełkowanie zaczęło się prawie rok temu, z tym że tequila pojawiła się stosunkowo niedawno, podczas trasy z LD. Mieliśmy okazję trochę jej posmakować i nasunęła nam ostateczny kierunek pracy. Na całym świecie ludzie zaczęli myśleć o ciepłych, latynoskich klimatach, nagle zaczęło się dużo mówić o Meksyku – podświadomie to na nas podziałało. (...) Klimat meksykański ma być oazą spokoju, kojarzy nam się z wyzwoleniem. Agresja, z jaką zagraliśmy na płycie, w pełni oddaje to, w jaki sposób świat jest przytłaczany, miażdżony betonowymi blokami. Meksyk jest chyba jedynym miejscem w miarę nieskażonym cywilizacją.”
Specyficzne poczucie humoru Tuff Enuff znalazło tym razem wyraz choćby w utworze „Rodman” (na cześć amerykańskiego koszykarza, Dennisa Rodmana – utrzymanym w spokojnym charakterze, zawierającym m.in. riff pochodzący z piosenki Hey Joe wykonywanej niegdyś przez Jimiego Hendriksa.
Materiał z „Diablos Tequilos”, zespół promował na trasach wraz z olsztyńskim zespołem Vader, a następnie z trójmiejskim Illusion, występując jako support.

### LD –Tuff Enuff Remixed By 2.47– LD (1997)
W 1997 pod szyldem LD wydano album Tuff Enuff Remixed By 2.47, zrealizowany wraz z Bogusławem Pezdą (muzykiem grupy Agressiva 69, z którym grupa współpracowała podczas pracy nad pierwszą płytą). Płyta zawierała remiksy utworów Tuff Enuff.

### Dalsze losy – inne projekty
Tomasz „Ziuta” Zdebik tworzył klimatyczną muzyką jako projekt Decadence (dwuosobowy skład, elektronika, gitara, telewizory i poezja w wykonaniu autorów m.in. Wojciecha Kuczoka).
Rafał Taracha po odejściu z Tuff Enuff założył zespół Novak, z którym nagrał w roku 2000 płytę Supermagol dla Warner Bros. Records Poland.
W 2001 „Ziuta” trafił do zespołu HeR, którego założycielem był wokalista i gitarzysta Łukasz „Jeleń” Pol (znany też z formacji Hetane). W 2003 roku dołączył do nich Adrian „Qlos” Kulik (grał w nim do 2004 roku).
Tuff Enuff zawiesił działalność w 2003 roku. W 2003 roku „Qlos” dołączył do projektu muzycznego Lipali, zespołu Tomasza Lipnickiego (wcześniej Illusion).
W 2007 roku na krótki okres nastąpiła reaktywacja Tuff Enuff w nowym składzie: Tomasz „Sivy” Biskup (grający także w Hard Work), Marcin „Maryan” Papior (Piersi) i „Qlos” (Lipali) oraz nowy wokalista, „John Doe”. W międzyczasie z zespołem współpracował także Liroy, z którym Tuff Enuff wystąpił w finale Szansy na sukces 2008. Z tej kooperacji powstał utwór „SecretService75 feat. Liroy” (wziął w nim udział także Radoskór). Była to gitarowa wersja utworu Liroya „Ta noc jest za krótka” z płyty Grandpaparapa (Powrót króla) (2007).
„Sivy”, jako „T.Bishop”, jest też członkiem grupy producenckiej SecretService75 wykonującej muzykę elektroniczną, alternatywną i minimalistyczną.

### Wznowienie działalności
Na przełomie 2010/2011 zespół Tuff Enuff został ponownie reaktywowany tym razem na dobre i w składzie z pierwszej płyty Cyborgs Don’t Sleep. W lutym 2011 roku grupa zagrała pierwsze koncerty. Jak przyznał w wywiadzie Tomasz Zdebik: „Chyba dopiero teraz czas na naszą pętlę czasową”. W czerwcu grupa wystąpiła w Oslo.
20 sierpnia 2011 ruszyła oficjalna strona grupy pod adresem . Na 19 września 2011 przewidziano premierę reedycji obu dotychczasowych płyt grupy: Cyborgs Don’t Sleep i Diablos Tequilos, których podjął się ich pierwotny wydawca, firma Metal Mind Productions. Albumy zostały ponownie zremasterowane i wzbogacone w nowe okładki (digipack).
Dalsze trzy występy koncertowe zaplanowano na jesień 2011 roku. Odbyły się 1 października w Katowicach (Spodek), 5 listopada w Gdańsku (Ergo Arena), 25 listopada w Warszawie (Torwar). Były związane z promocją albumu The Best of Illusion grupy Illusion, lecz były też rodzajem występów wspomnieniowych, gdyż podczas minitrasy obok Tuff Enuff i Illusion wystąpił również reaktywowany zespół Flapjack.
W listopadzie 2011 grupa udostępniła nowy utwór pt. „I am your conscience”, do którego w grudniu 2011 nakręcono teledysk.
Funkcję perkusisty przejmował Łukasz Jeleniewski, z uwagi na to, że Marcin „Maryan” Papior nie był w stanie występować regularnie wskutek zobowiązań z zespołem Piersi. Następnie Jeleniewski na stałe został perkusistą Tuff Enuff.

### Sugar, Death and 222 Imperial Bitches(2014)
W połowie 2014 grupa zapowiedziała premierę swojego trzeciego albumu studyjnego pt. Sugar, Death and 222 Imperial Bitches, który miał premierę 10 października 2014. Płyta Tuff Enuff została nagrana w czterech różnych studiach: w Norwegii (Grørud Norge), Polsce (NEST), Wielkiej Brytanii (Bruce Avenue) i Irlandii (Park Road Studios), a za miksowanie i mastering całości odpowiedzialny był Jacek Miłaszewski znany z produkcji płyt zespołów Acid Drinkers i Hunter. Grupa promowała płytę podczas trasy koncertowej w listopadzie 2014. Ponadto album promowały dwa single, „Jedna myśl” i „Suicide Girl” oraz teledyski do utworów „Jedna myśl” (2014) i „United” (2015, wideo zrealizował Rafał „Hau” Mirocha, były wokalista grupy Dynamind).
Na początku 2016 poinformowano o odejściu Rafała Tarachy z grupy Tuff Enuff. W kwietniu 2016 nowym wokalistą zespołu został ogłoszony Petro.

## Muzycy
Obecny skład zespołu
- Tomasz „Ziuta” Zdebik – gitara, śpiew
- Tomasz „Sivy” Biskup – gitara, śpiew
- Adrian „Qlos” Kulik – gitara basowa, śpiew
- Łukasz „Roman” Romanowski – perkusja
- „Petro” – śpiew

Byli członkowie zespołu
- Łukasz „Luk” Jeleniewski – perkusja
- „Wörkie” – śpiew
- Adam „Andy” Niesporek – śpiew
- „John Doe” – śpiew (2007–2008)
- Łukasz „Lipa” Lisiak – perkusja
- Marcin „Maryan” Papior – perkusja
- Rafał „Taracha” Taracha – śpiew

## Dyskografia
Albumy studyjne
- Cyborgs Don’t Sleep (1996) – Metal Mind Productions CD 0036
- Diablos Tequilos (1997) – Metal Mind Productions CD 0043
- Sugar, Death and 222 Imperial Bitches (2014) – Fonografika[32]

Single
- „Potato Monster Terror” MCD (1996)
- „Mortadella Atack” MCD (1997)
- „Jedna myśl” (2014)
- „Suicide Girl” (2014)

Album z remiksami
- Tuff Enuff Remixed By 2.47 (1997)

Ścieżka dźwiękowa
- Gniew (1998) – utwór „Sedum” (Koch International)[33]

Występy gościnne
- Bandog na płycie Gangska (1997) w utworze „Old school respect”.
- Illusion na płycie Illusion 6 (1998) w utworach „No Man” i „Pukany”.

Notowane utwory
| Tytuł           | Rok  | Pozycja na liście | Album                                 |
| Tytuł           | Rok  | Turbo Top         | Album                                 |
| --------------- | ---- | ----------------- | ------------------------------------- |
| „Suicidal Girl” | 2014 | 6                 | Sugar, Death and 222 Imperial Bitches |